# Майлс Сміт
Майлс Сміт (англ. Miles Smith; нар. 24 вересня 1984) — американський легкоатлет, який спеціалізувався в бігу на короткі дистанції.

## Спортивні досягнення
Чемпіон світу з естафетного бігу 4×400 метрів (2005, виступав у попередньому забігу).
Триразовий фіналіст з бігу на 400 метрів на чемпіонатах США — 6-е місце у 2005 і 2011 та 8-е місце у 2009.